# Villa Unión
Villa Unión – miasto w Argentynie, w prowincji La Rioja, stolica departamentu Coronel Felipe Varela.
Według danych szacunkowych na rok 2010 miejscowość liczyła 4931 mieszkańców.